# Gábor Vona

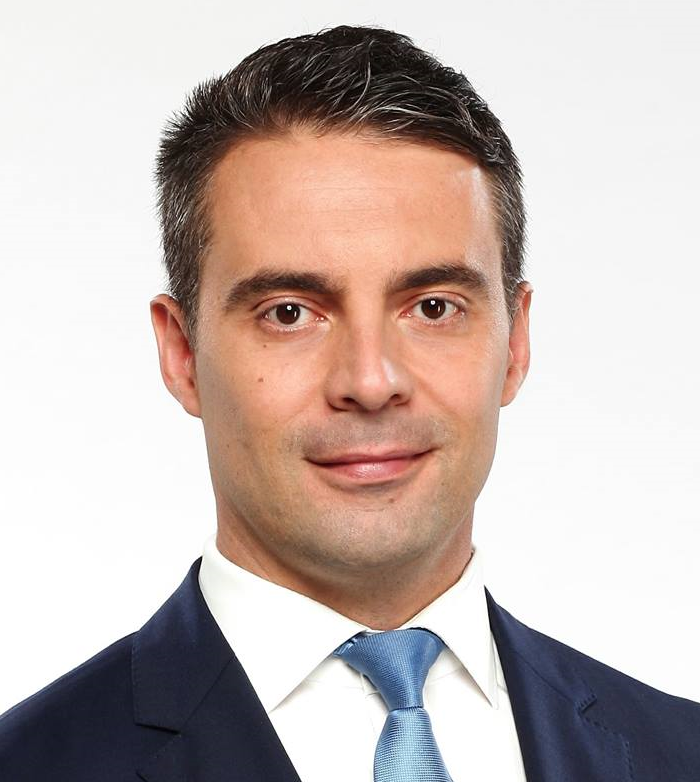
Gábor Vona (2017)

Gábor Vona (* 20. August 1978 als Gábor Zázrivecz in Gyöngyös) ist ein ehemaliger nationalistischer ungarischer Politiker. Bis zur Parlamentswahl in Ungarn 2018 am 8. April 2018 war er Vorsitzender der Partei Jobbik (Bewegung für ein besseres Ungarn) sowie Vorsitzender der Jobbik-Fraktion im ungarischen Parlament nach der Wahl 2010. Die Fraktionsführung gab er 2016 an János Volner ab. Während Vona früher durch antisemitische und antiisraelische Aussagen auffiel, bemühte er sich spätestens seit 2016 um einen Imagewandel der Partei. In seiner Amtszeit wandelte sich die Jobbik von einer offen neofaschistischen und rechtsextremen zu einer bürgerlichen-konservativen Partei, wobei die Glaubwürdigkeit dieser Veränderung von Beobachtern unterschiedlich bewertet wird.

## Politischer Werdegang
Vona studierte an der Loránd-Eötvös-Universität Geschichte und Psychologie und arbeitete als Lehrer. Er wohnt in Óbuda.
Er war auch Vorsitzender der im August 2007 gegründeten Ungarischen Garde, deren Ziele die physische, intellektuelle und geistliche Entwicklung, Teilnahme an Rettungsoperationen und Aktionen der bürgerlichen Verteidigung, der Schutz der ungarischen Kultur und Geschichte sind.
Während Ferenc Gyurcsány die Ungarische Garde als „Schande für Ungarn“ bezeichnete, behauptete Vona, dass die Garde nicht gegen jemanden, sondern für Ungarn gegründet worden sei bzw. für die ungarische Nation.
Zudem sagt Vona, die Garde sei gegründet worden, um das Regime zu verändern und Ungarn zu retten.
Am 16. Dezember 2008 beschloss das Budapester Gericht, die Ungarische Garde wegen der „Beleidigung der nationalen Würde“ der Roma im Laufe ihres Marsches 2007 aufzulösen. Das Urteil wurde am 2. Juli 2009 in zweiter Instanz bestätigt.
Am 18. Dezember 2009 wurde Gábor Vona offiziell zum Spitzenkandidat von Jobbik für die Parlamentswahl im Frühjahr 2010 ernannt. Die Europaabgeordnete Krisztina Morvai sollte für den Posten des Staatspräsidenten nominiert werden. Minimalziel der rechtsextremen Partei war es, stärker abzuschneiden als die Sozialisten von der MSZP, so eine Sprecherin. Bei Umfragen lag Jobbik im Dezember 2009 bei 10 bis 15 Prozent. Tatsächlich gewann die Partei nach den zwei Wahlgängen der Parlamentswahl im April 2010 47 Mandate, also 12,2 % der gültigen Stimmen.
Vor der Wahl 2010 äußerte Vona, er wolle den iranischen Präsidenten Mahmud Ahmadinedschad darum bitten, iranische Revolutionsgarden als Wahlbeobachter nach Ungarn zu schicken. Den Erfolg seiner Partei verglich er mit dem „Triumph palästinensischer Partisanen gegen israelische Helikopter“.
Wie sein Parteifreund Márton Gyöngyösi (allerdings etwas früher als dieser) forderte Vona 2012, man solle aus Sicherheitsgründen Listen von in Ungarn lebenden Juden erstellen, die neben der ungarischen auch die israelische Staatsbürgerschaft besitzen. Vona bezeichnet sich selbst als Antizionist, bestreitet jedoch, Antisemit zu sein. Um die Antisemitismusvorwürfe gegen sich und seine Partei zu entkräften, traf er sich persönlich mit dem antizionistischen Rabbiner Moshe Ber Beck von Neturei Karta und verfasste im März 2013 einen Offenen Brief an Ilan Mor, den israelischen Botschafter in Ungarn, in dem er davon berichtete. Als Vona im Januar 2014 nach England reiste, wurde seine Ankunft dort von örtlichen Neturei-Karta-Mitgliedern demonstrativ begrüßt. Die BBC veröffentlichte daraufhin einen Artikel über Vonas England-Besuch, in dem die Neturei-Karta-Leute auf einem Foto irrtümlich als Anti-Jobbik-Demonstranten dargestellt wurden. Mittlerweile wurde der Artikel jedoch verändert und das Bild durch ein anderes ersetzt.
Nachdem sich die FPÖ und der Front National dagegen ausgesprochen hatten, im Europaparlament ein Bündnis mit Jobbik einzugehen, bezeichnete Vona sie als „zionistische Parteien“, mit denen man eine Allianz „nur wegen einfacher finanzieller Überlegungen“ nicht schließen wolle.
Vona hat sich seither mehrfach von seinen antisemitischen, rassistischen und romafeindlichen Aussagen distanziert und die Betroffenen um Verzeihung gebeten, wobei die Glaubwürdigkeit dieses Wandels unterschiedlich beurteilt wird.
Im Oktober 2019 verließ Gabor Vona seine ehemalige Partei Jobbik und betreibt seitdem einen Thinkthank.